# شون هوغن (رجل أعمال)
شون هوغن (بالإنجليزية: Shawn Hogan)‏ هو شخصية أعمال أمريكي، ولد في 1 سبتمبر 1975.